# Alexandra Eala

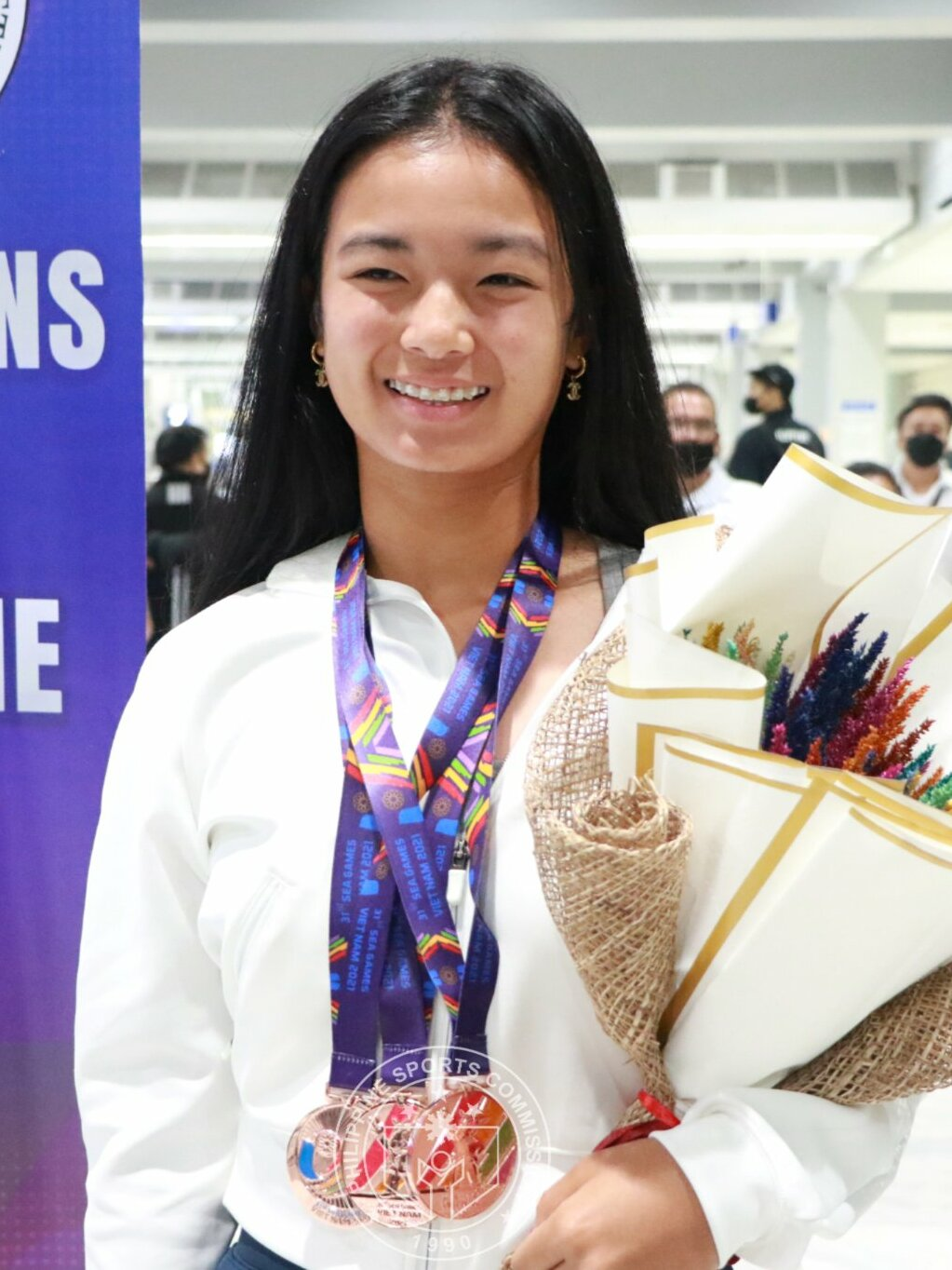
Manilla 2022

Alexandra Eala (Quezon City, 23 mei 2005) is een tennisspeelster uit de Filipijnen. Zij begon op vierjarige leeftijd met het spelen van tennis. Zij is actief in het internationale tennis sinds 2020.
Eala komt uit een sportieve familie. Haar moeder Rizza Maniego-Eala won een bronzen medaille op de 13e Zuidoost-Aziatische Spelen op de 100 meter rugslag.

## Loopbaan

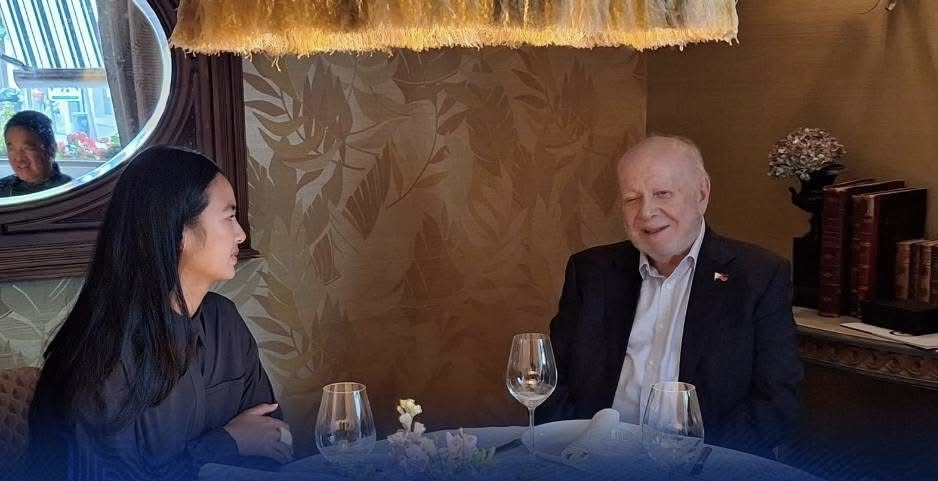
Eala met de Filipijnse ambassadeur in Spanje, Philippe Lhuillier, in april 2025

In 2018 kreeg Eala op twaalfjarige leeftijd een wildcard voor het juniorentoernooi van Roland Garros.
In 2020 won zij samen met de Indonesische Priska Madelyn Nugroho het meisjesdubbelspeltoernooi van het Australian Open. Hiermee was zij de eerste vrouwelijke grandslamwinnaar uit de Filipijnen. Ook nam zij deel aan het meisjesenkelspeltoernooi, waar zij de eerste ronde doorkwam.
In 2022 won zij ook in het enkelspel een juniorgrandslamtitel, op het US Open waar zij in de finale te sterk was voor de Tsjechische Lucie Havlíčková.
In september 2023 nam Eala namens de Filipijnen deel aan de uitgestelde Aziatische Spelen van 2022 in Hangzhou. Zij won er zowel in het vrouwenenkelspel als in het gemengd dubbelspel een bronzen medaille. In het enkelspel verloor zij in de halve finale van de nummer 23 van de wereldranglijst, de als eerste geplaatste Zheng Qinwen. In het gemengd dubbelspel verloor zij met haar partner Francis Alcantara in de halve finale van het koppel Liang En-shuo en Huang Tsung-hao.
Eala speelde in 2024 nog niet in de hoofdtabel van een grandslamtoernooi, maar was daar dat jaar wel dichtbij. Zowel op het kwalificatietoernooi voor Roland Garros als dat voor Wimbledon en dat voor het US Open bereikte zij de derde (=laatste) ronde.
Op het WTA-toernooi van Miami 2025 bereikte zij de halve finale, door in drie achtereenvolgende partijen af te rekenen met drie grandslamwinnaressen: Jeļena Ostapenko, Madison Keys en Iga Świątek. Daarmee maakte zij haar entrée in de mondiale top 100 van het enkelspel. Twee maanden later had zij haar grandslamdebuut op Roland Garros, waar zij in het dubbelspel haar eerste grandslampartij won. In juni bereikte Eala voor het eerst een WTA-finale, op het toernooi van Eastbourne – na vier wedstrijdpunten onbenut te hebben gelaten, verloor zij de eindstrijd van de Australische Maya Joint.
Tot op heden(juni 2025) won zij vijf ITF-enkelspeltitels, de meest recente in 2024 in Vitoria-Gasteiz (Spanje).
Haar eerste ITF-dubbelspeltitel won zij in januari 2024 in Pune (India), samen met de Letse Darja Semeņistaja. Tot op heden(juni 2025) won zij drie ITF-dubbelspeltitels, de meest recente in 2024 in Vitoria-Gasteiz (Spanje).

## Posities op deWTA-ranglijst
Positie per einde seizoen:
| jaar | rang enkelspel | rang dubbelspel |
| ---- | -------------- | --------------- |
| 2021 | 529            | 780             |
| 2022 | 219            | 594             |
| 2023 | 205            | 436             |
| 2024 | 205            | 436             |

## Resultaten grandslamtoernooien
| Legenda | Legenda                          |
| ------- | -------------------------------- |
| g.t.    | geen toernooi gehouden           |
| l.c.    | lagere categorie                 |
| –       | niet deelgenomen                 |
| G       | uitgeschakeld in de groepsfase   |
| 1R      | uitgeschakeld in de eerste ronde |
| 2R      | uitgeschakeld in de tweede ronde |
| 3R      | uitgeschakeld in de derde ronde  |
| 4R      | uitgeschakeld in de vierde ronde |
| KF      | uitgeschakeld in de kwartfinale  |
| HF      | uitgeschakeld in de halve finale |
| F       | de finale verloren               |
| W       | het toernooi gewonnen            |
| w-v     | winst/verlies-balans             |

### Enkelspel
| toernooi        | 2025 |
| --------------- | ---- |
| Australian Open | –    |
| Roland Garros   | 1R   |
| Wimbledon       | 1R   |
| US Open         |      |

### Vrouwendubbelspel
| toernooi        | 2025 |
| --------------- | ---- |
| Australian Open | –    |
| Roland Garros   | 2R   |
| Wimbledon       |      |
| US Open         |      |

## Palmares
| Legenda                 |
| ----------------------- |
| Grandslamtoernooi       |
| Olympische Spelen       |
| Year-End Championships  |
| Premier Mandatory       |
| Premier Five / WTA 1000 |
| Premier / WTA 500       |
| International / WTA 250 |
| Challenger / WTA 125    |

### WTA-finaleplaatsen enkelspel
| nr.              | finale     | toernooi       | ondergrond | tegenstandster | score         |         |
| ---------------- | ---------- | -------------- | ---------- | -------------- | ------------- | ------- |
| gewonnen finales |            |                |            |                |               |         |
| geen             |            |                |            |                |               |         |
| verloren finales |            |                |            |                |               |         |
| 1.               | 2025-06-28 | WTA Eastbourne | gras       | Maya Joint     | 4-6, 6-1, 6-7 | details |